# バイケイソウ
バイケイソウ（梅蕙草、学名: Veratrum oxysepalum var. oxysepalum）は、ユリ目シュロソウ科（メランチウム科: APG植物分類体系による分類）シュロソウ属に属する多年草で高山植物。従来の多くの分類体系ではユリ科に分類されていた。和名は、花がウメ、葉がケイランに似ていることに由来する。

## 分布・生育地
種（Veratrum album）は、ヨーロッパ、北アフリカ、シベリア、東アジア、アリューシャン列島、アラスカ州のスワード半島に分布する。その亜種のバイケイソウ（V. s. subsp. oxysepalum）は北東アジアと日本に分布し、その基準標本はカムチャッカ半島のもの。日本では北海道、本州、四国、九州の山地から亜高山帯にかけての林内や湿った草地に分布する。

## 形態・生態
開花時期は、6 - 8月。直径1.5-2 cmほどの緑白色の花を房状に多数つける（茎の上部に大形の円錐花序となる。）。6枚の花被片は長さ1-1.5 cm程の細卵形でその先尖り、雄しべはその半分程の長さ。
開花期の草丈は0.6 - 1.5 mとなる。
中空で緑色の茎が直立する。葉は長さ15 - 30 cm、幅10 - 20 cmの広楕円形から長楕円形で、その先が尖る。下部の葉は、基部がさや状になって茎を抱く。

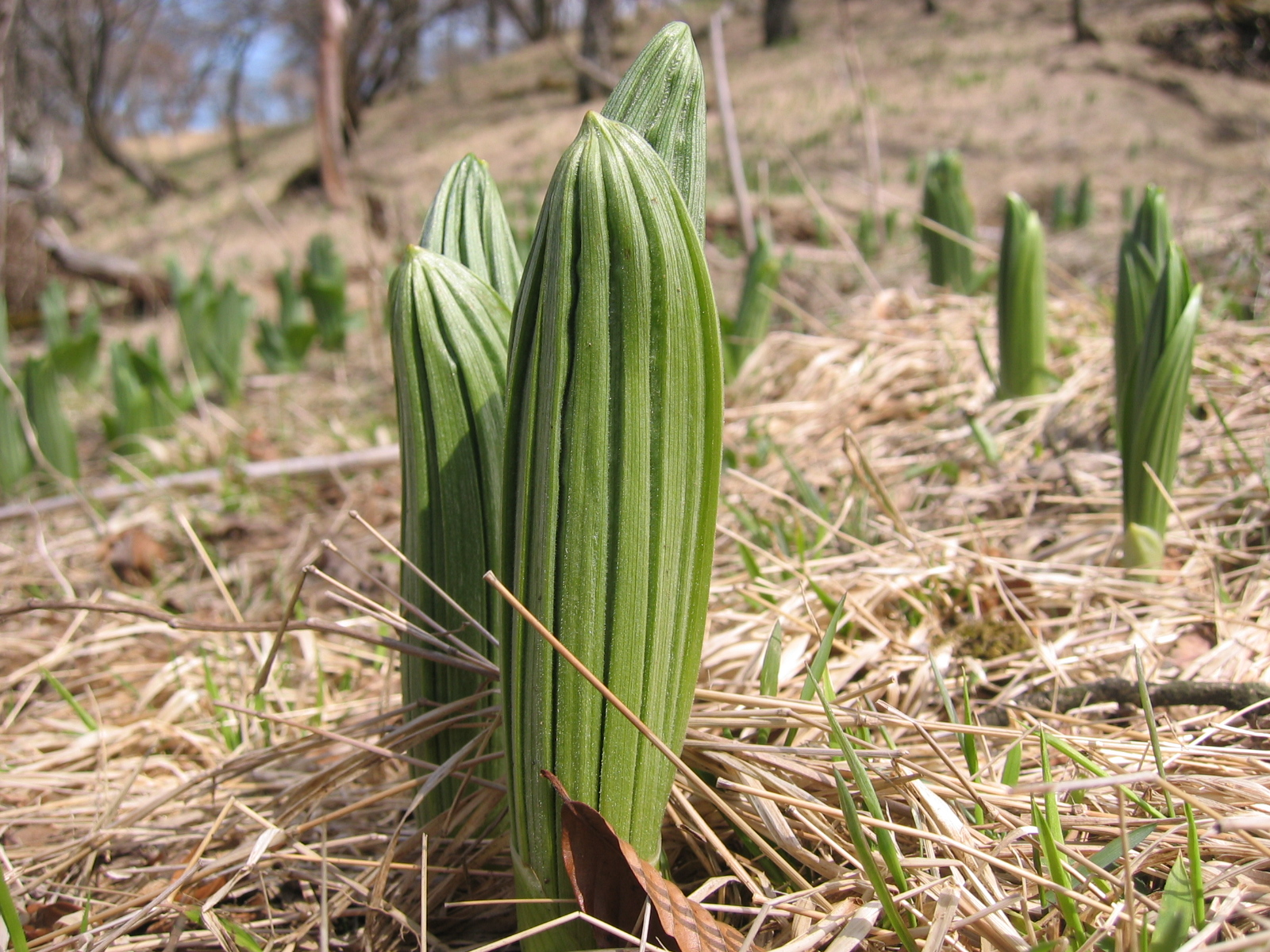
新芽 丹沢山・06年5月
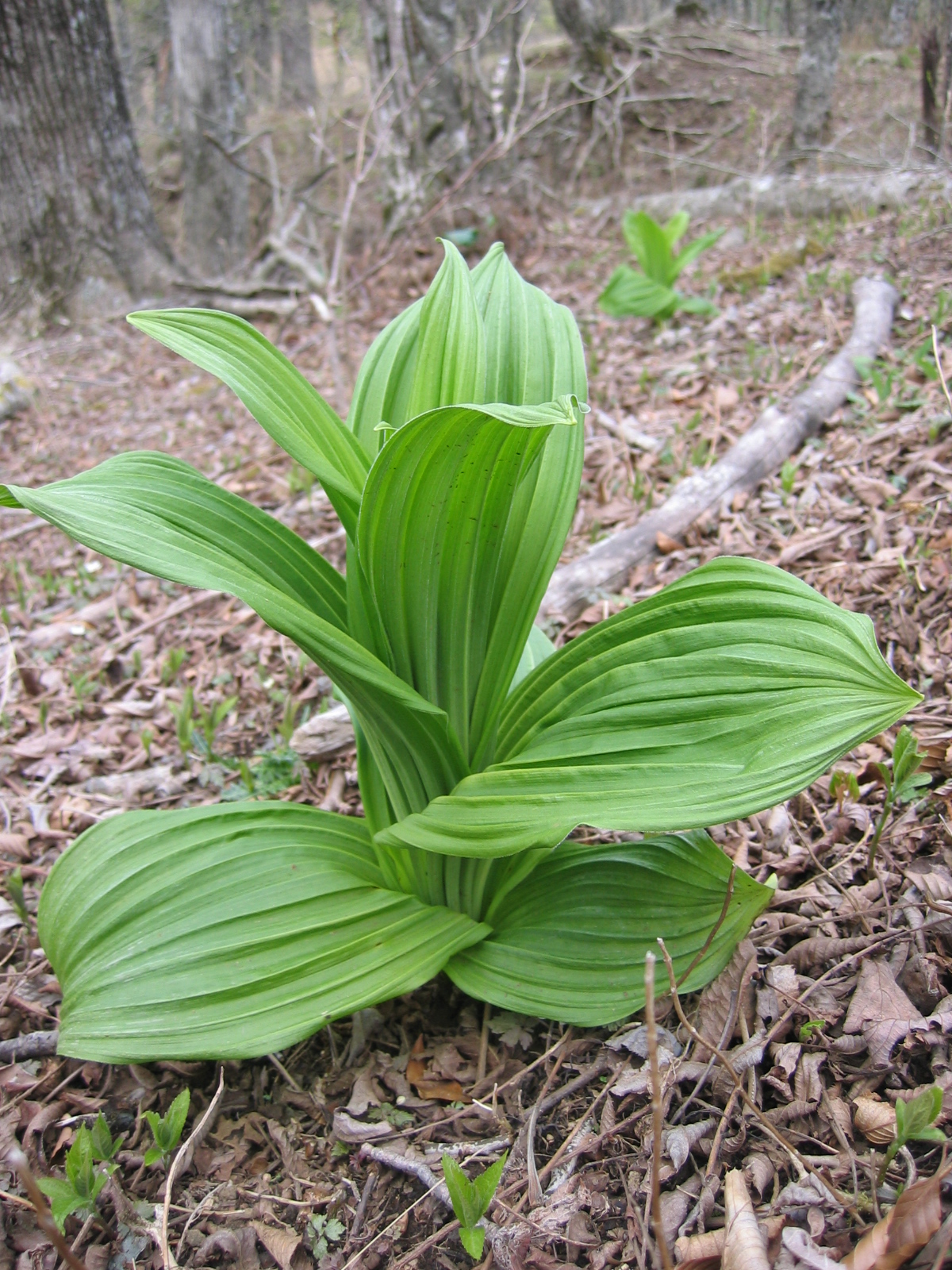
葉 天王寺尾根・06年5月
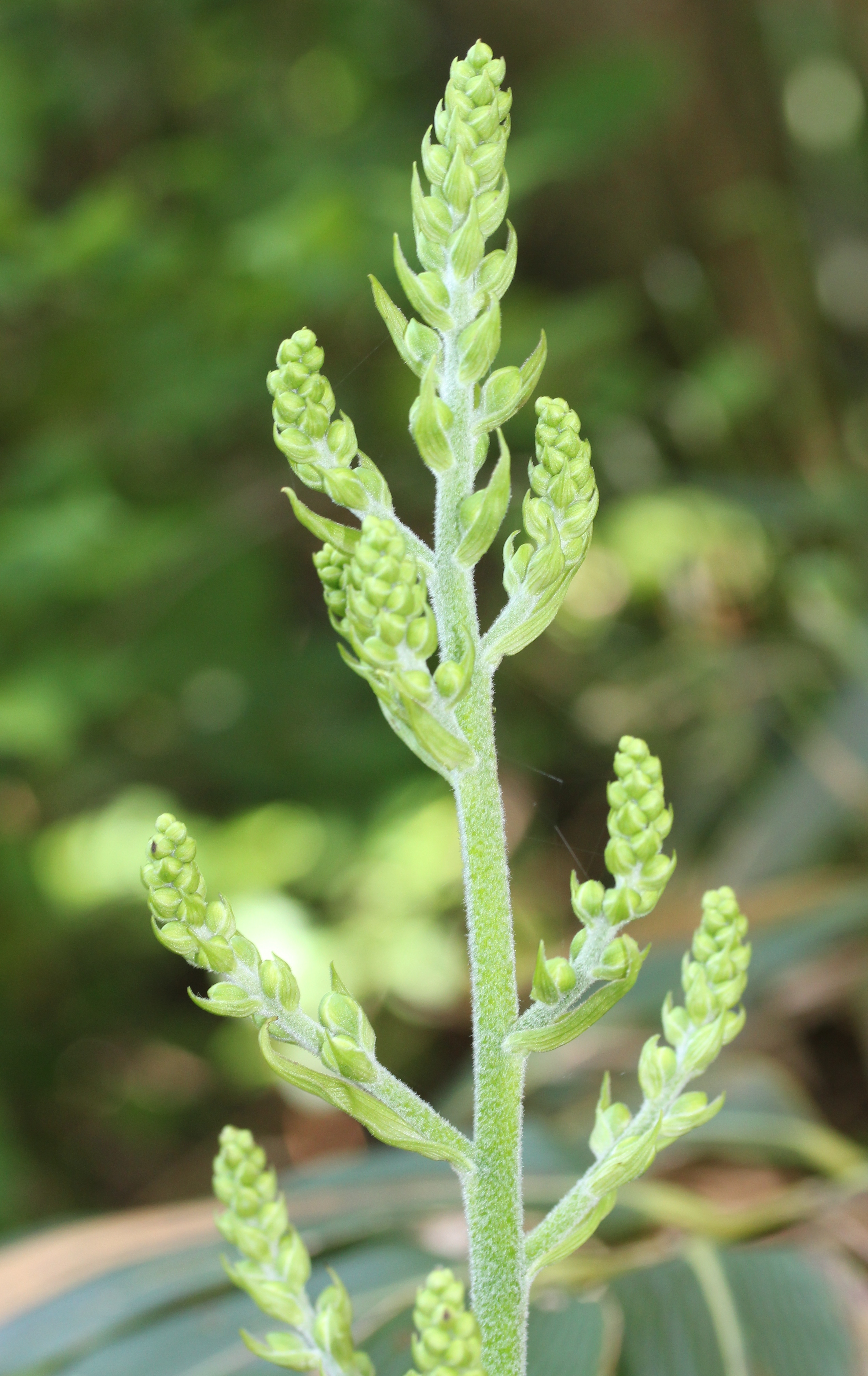
蕾 鈴鹿山脈・13年6月
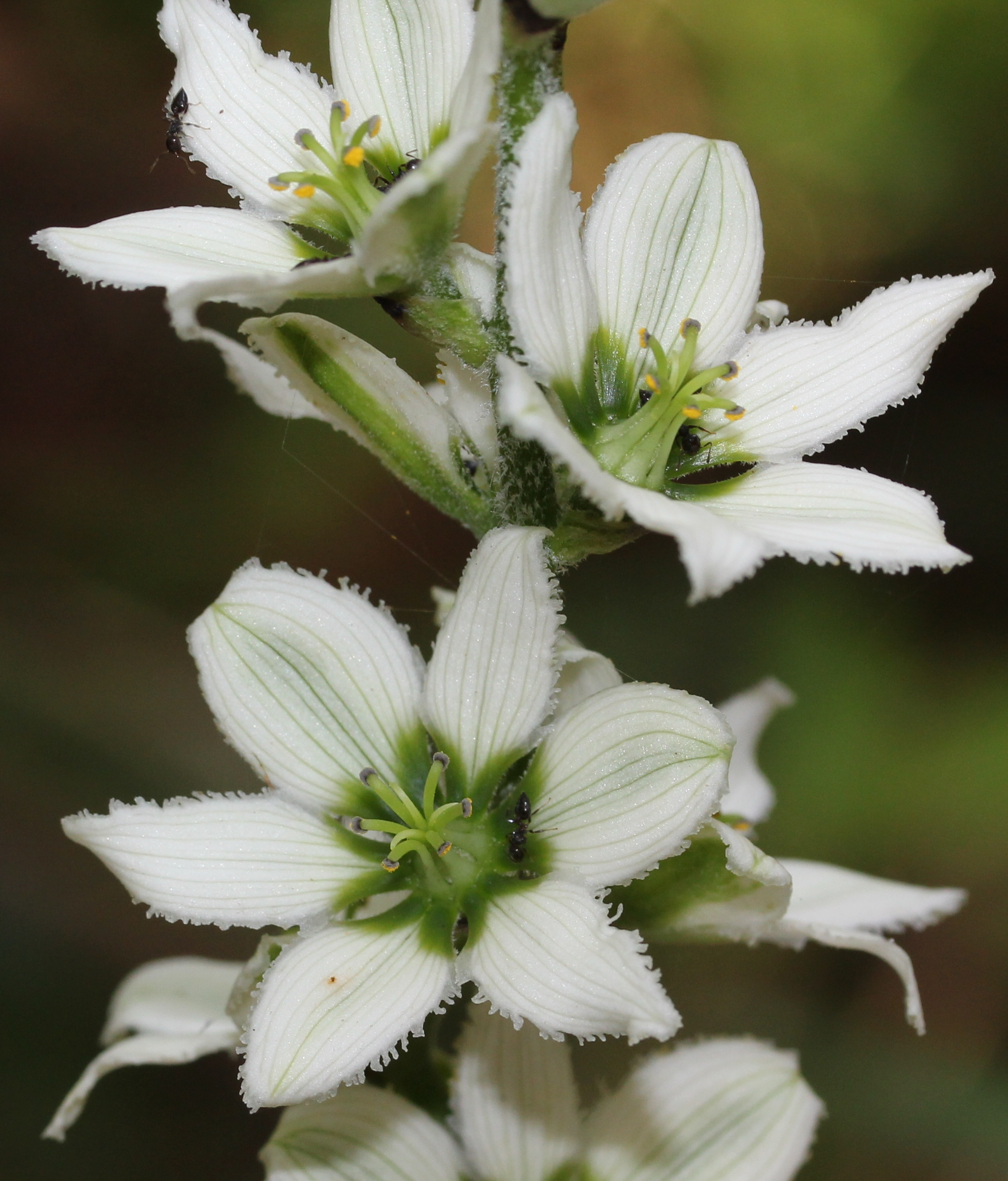
花 弓張山地・13年6月

## 中毒
全草有毒で、誤食すると激しい嘔吐、下痢を引き起こし、多食すると血圧降下をおこし、呼吸減少、呼吸麻痺により死に至る場合がある。根茎にジェルビン、ベラトリン、プロトベラトミンなどのアルカロイドを含む。根茎は白藜蘆根（びゃくりろこん）と呼ばれ血圧降下剤として用いられたが、催吐作用や強い毒性があるので現在では用いられない。また、東雲草（しののめそう）の名で殺虫剤としても使われた。
芽生えの姿が、山菜のオオバギボウシ（ウルイ）やギョウジャニンニクとよく似ているため、毎年のように誤食して中毒する事例がある。ただし、バイケイソウはこれら山菜とは味が違う（不快な苦みがあるという）のが特徴。

## 分類

### ミヤマバイケイソウ
ミヤマバイケイソウ（深山梅蕙草、学名：Veratrum alpestre Nakai）は、バイケイソウの高山型で北海道の中央高地と本州の中部以北の亜高山帯から高山帯下部の湿地に分布する。バイケイソウよりも小型で高さは、50-80 cm。シノニムが、Veratrum album subsp. oxysepalum f alpestreで、バイケイソウを区別しないとする見解もある。

### コシジバイケイソウ
コシジバイケイソウ（越路梅蕙草、学名：Veratrum nipponicum Nakai）は、バイケイソウとコバイケイソウとの雑種とみられている。シノニムが、Veratrum x nipponicumで、日本の固有種。花期は8月で結実しない。花被片は白色で、基部は黄色を帯びる。

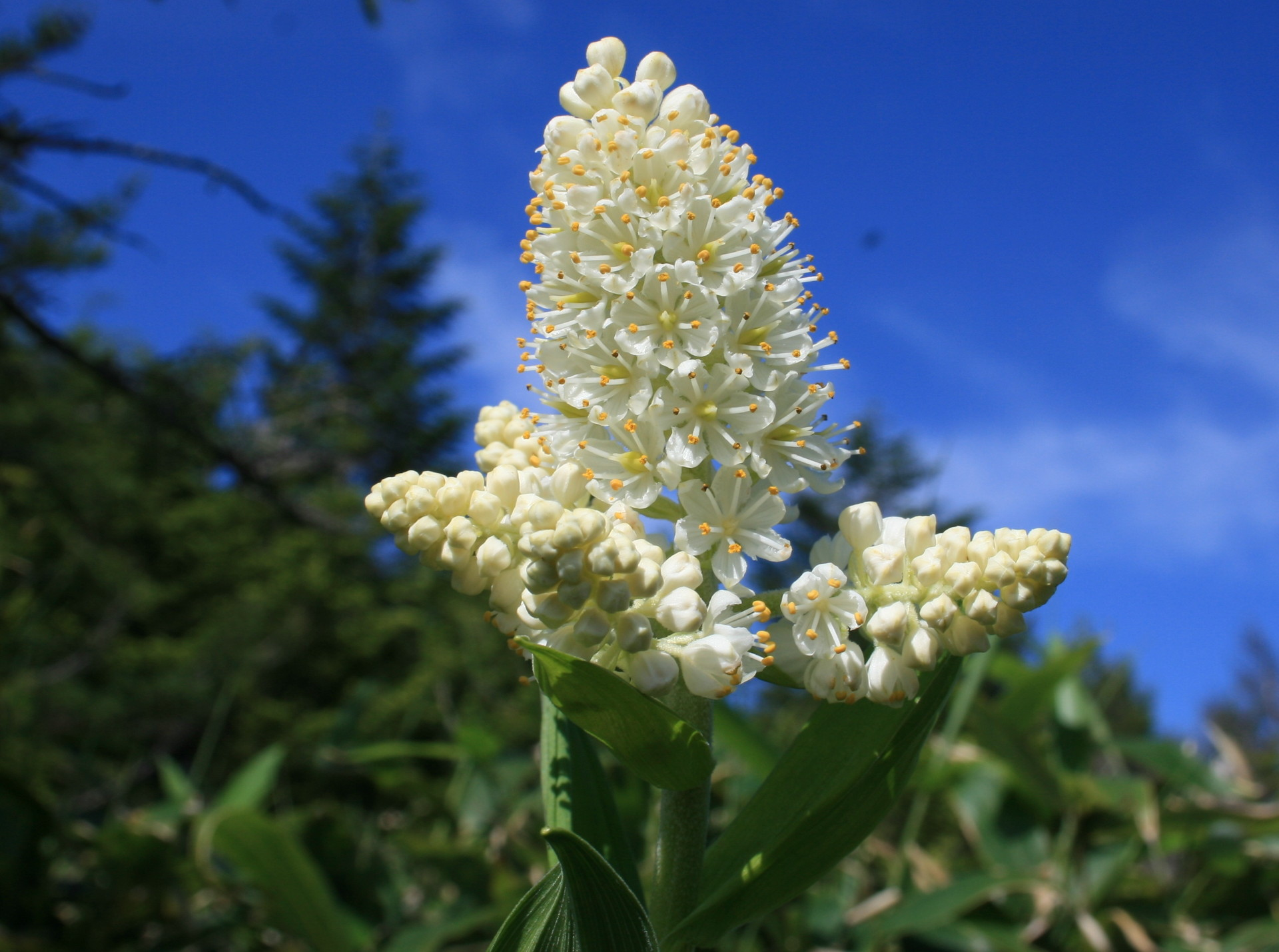
コバイケイソウ
Veratrum stamineum

### コバイケイソウ
近縁種にコバイケイソウ（小梅蕙草、学名：Veratrum  stamineum Maxim.）がある。

## 種の保全状況評価
日本では以下の都道府県で、レッドリストの指定を受けている。
- 絶滅危惧I類（CRまたはEN） - 島根県[11]、佐賀県
  - Aランク[注釈 2] - 兵庫県
- 絶滅危惧IB類（EN）- 和歌山県
- 絶滅危惧II類（VU） - 福岡県[注釈 3][12]
- 準絶滅危惧（NT）- 秋田県、大阪府、鳥取県[13]
- 要注目種- 京都府[14]

## 画像

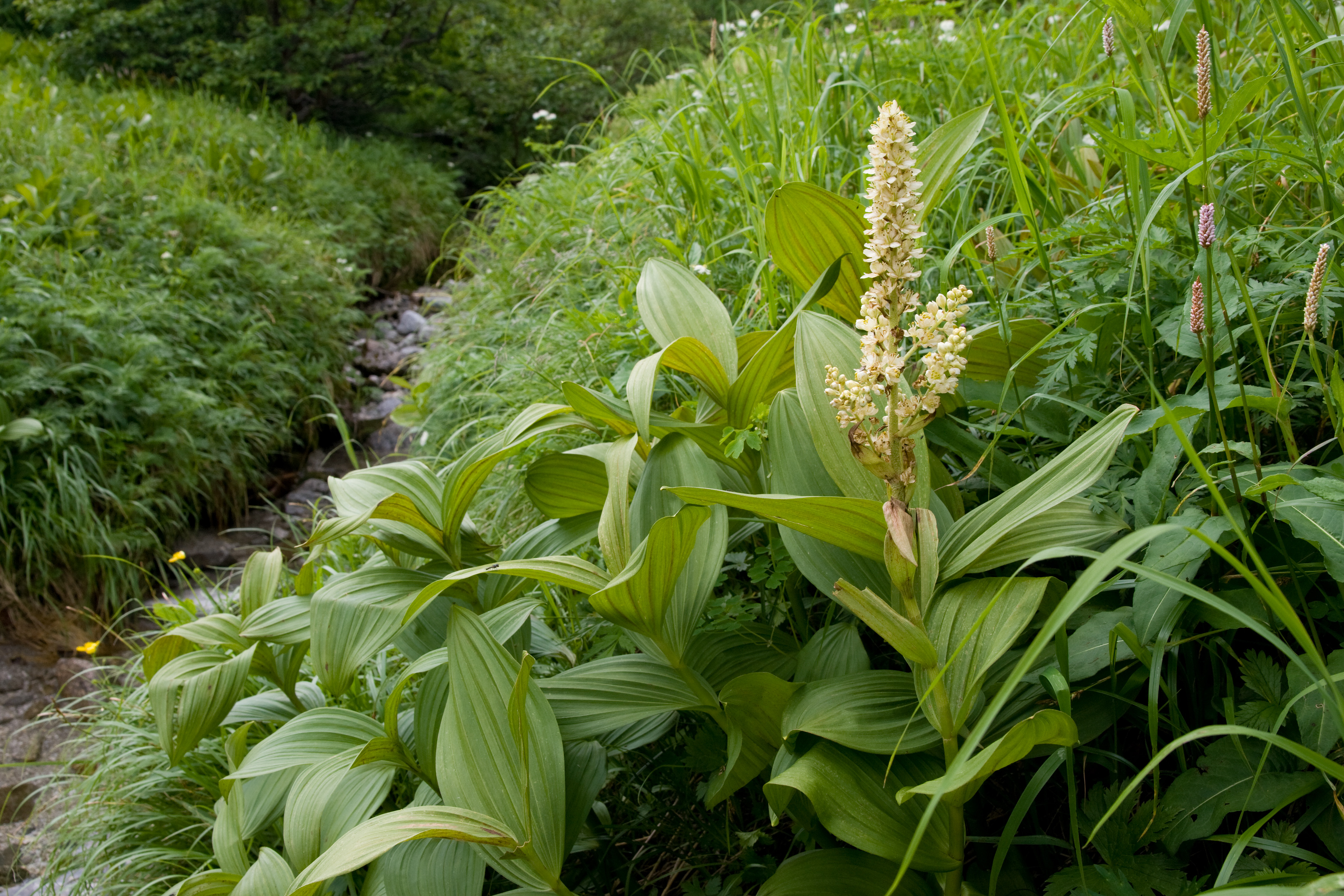
バイケイソウ （空木平・09年8月）
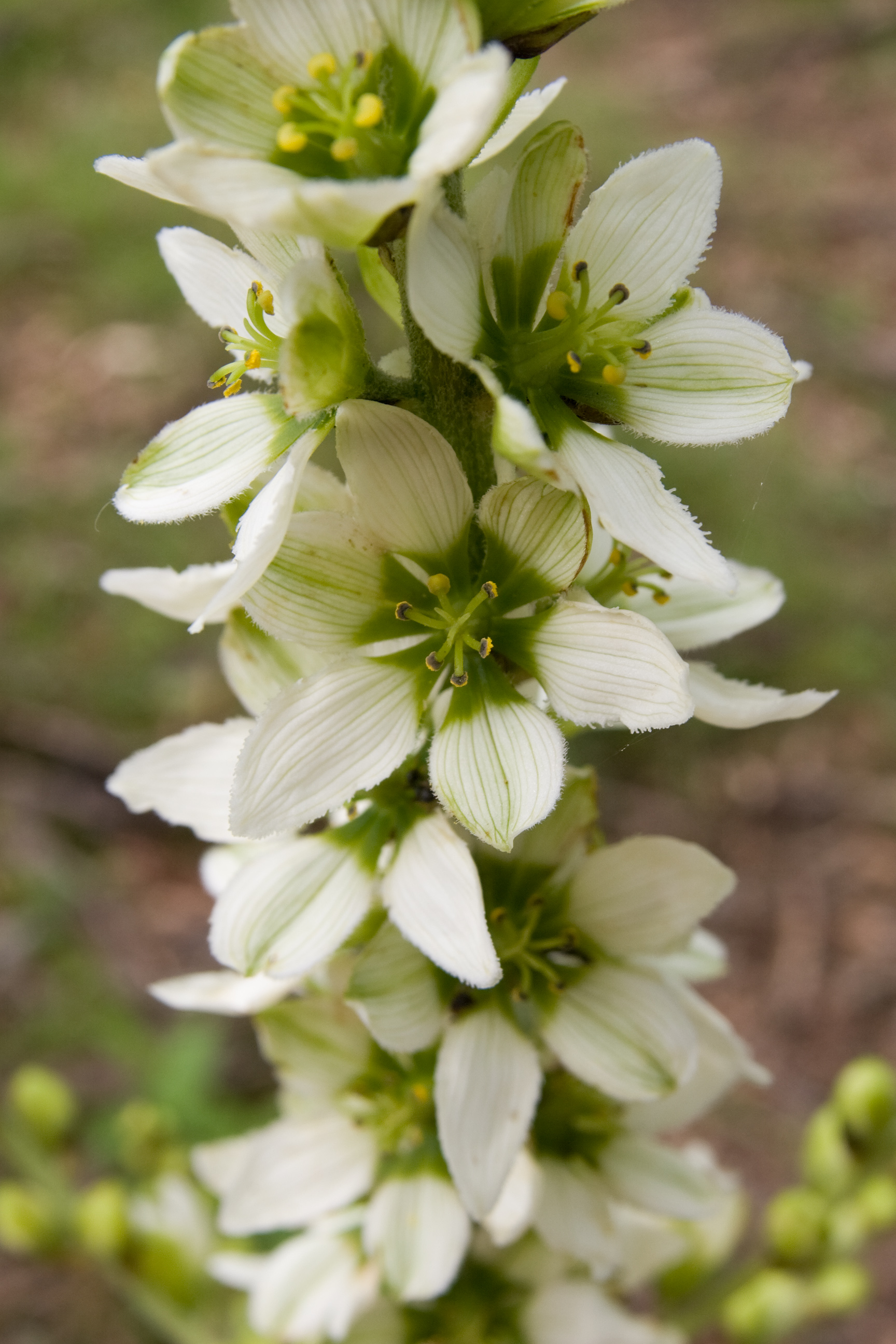
バイケイソウの花 （大室山・09年7月）
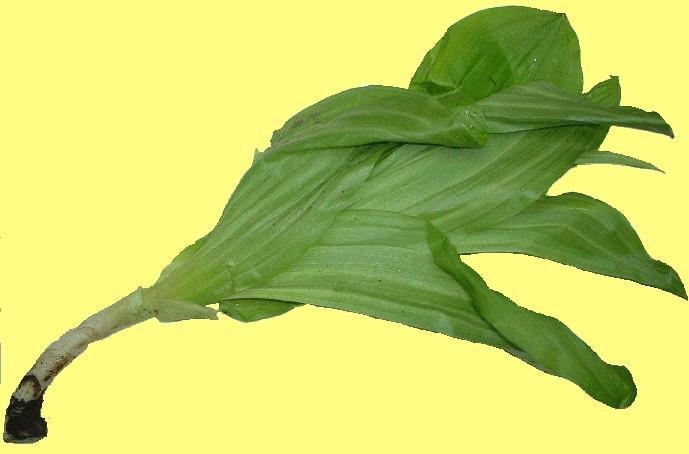
バイケイソウの若芽
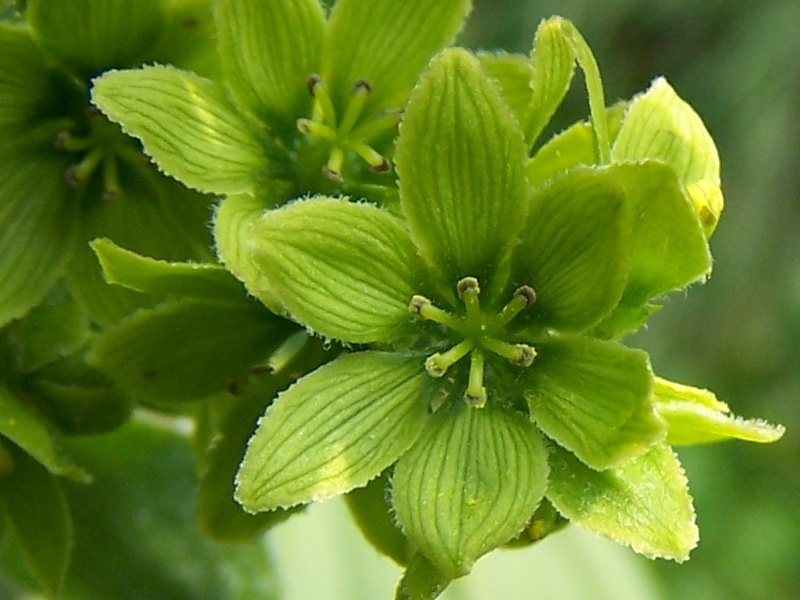
バイケイソウの花
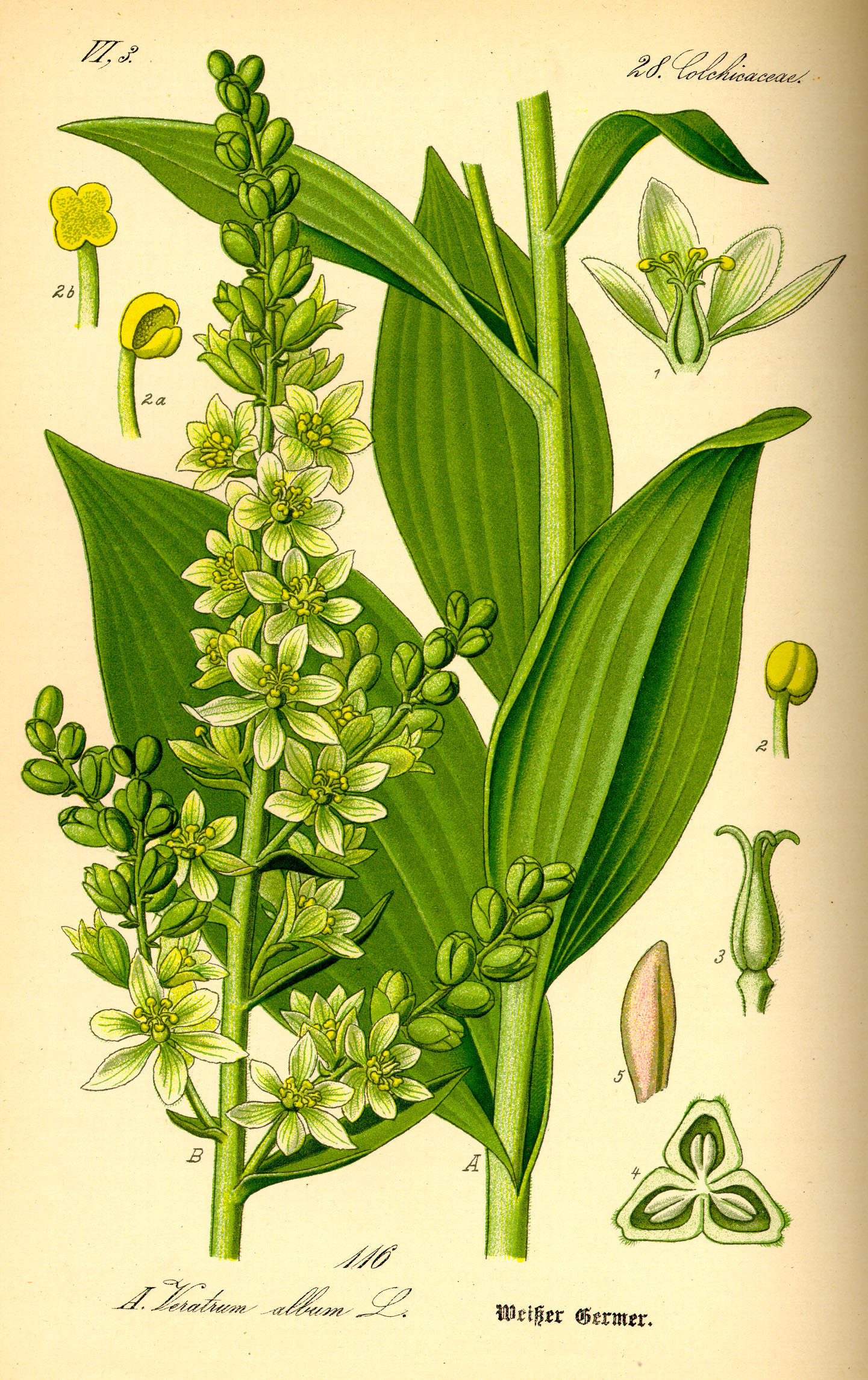
Veratrum album（スケッチ）